# 什約克河

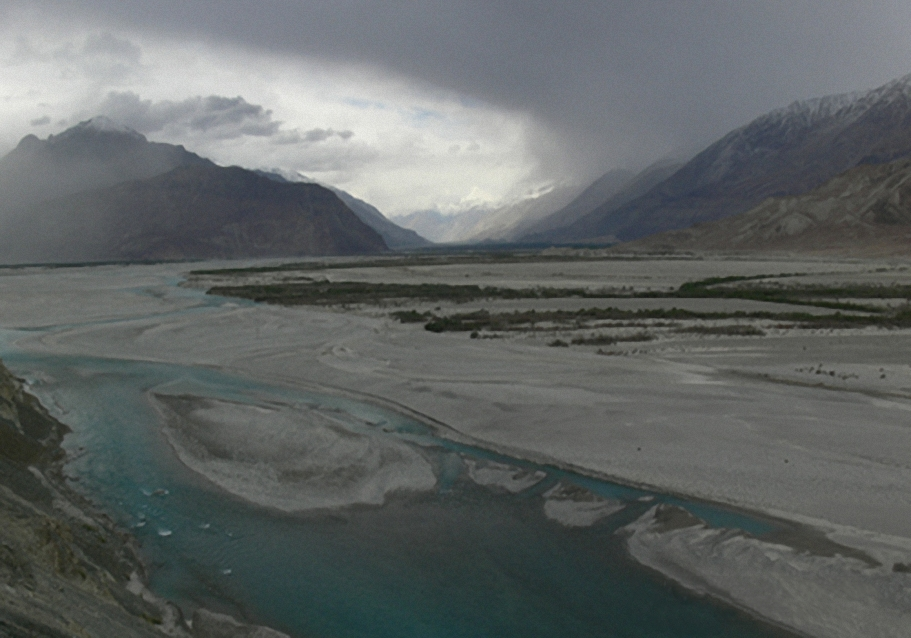
什約克河與河谷

什約克河流域圖

什約克河（Shyok River），是印度河的一條支流，流域範圍為克什米爾東北部，分屬於印度控制的查謨-克什米爾邦拉達克、巴基斯坦控制的吉爾吉特-巴爾蒂斯坦及中國控制的阿克賽欽地區（行政區分屬新疆維吾爾自治區和田地區和田縣與西藏自治區阿里地區日土縣），幹流河長約550公里。
什約克河發源於位於印度、巴基斯坦控制區交界處的里莫山塊東北麓的中央里莫冰川。幹流先向東南流，後轉向南流，納左側支流羌臣摩河後不久轉向西北流，於迪斯吉克（Diskit）納右側大支流努布拉河。其後進入巴基斯坦控制區內，最終於凱里斯（Keris）注入印度河。